# Andohanisambirano
Andohanisambirano är ett berg i Madagaskar. Det ligger i den norra delen av landet, 600 km norr om huvudstaden Antananarivo. Toppen på Andohanisambirano är 2 489 meter över havet, eller 231 meter över den omgivande terrängen. Bredden vid basen är 5,5 km.
Terrängen runt Andohanisambirano är varierad. Runt Andohanisambirano är det glesbefolkat, med 17 invånare per kvadratkilometer. Det finns inga samhällen i närheten. I omgivningarna runt Andohanisambirano växer i huvudsak städsegrön lövskog.